# Torneo de Hamburgo 2022
El Torneo de Hamburgo 2022, también conocido como el Hamburg European Open 2022, fue un torneo de tenis perteneciente al ATP Tour 2022 en la categoría ATP Tour 500, y a la WTA Tour 2022 en la categoría WTA 250. El torneo se jugó sobre tierra batida en el Am Rothenbaum en la ciudad de Hamburgo (Alemania) desde el 18 hasta el 24 de julio de 2022.

## Distribución de puntos
| Modalidad            | Campeón | Finalista | Semifinales | Cuartos de final | 2.ª ronda | 1.ª ronda | Clasificados | 2.ª ronda de clasificación | 1.ª ronda de clasificación |
| Individual masculino | 500     | 330       | 200         | 100              | 50        | 0         | 25           | 13                         | 0                          |
| Dobles masculino     | 500     | 300       | 180         | 90               | –         | –         | 45           | 25                         | 0                          |

| Modalidad           | Campeona | Finalista | Semifinales | Cuartos de final | 2ª ronda | 1ª ronda | Clasificadas | 3ª ronda de clasificación | 2ª ronda de clasificación | 1ª ronda de clasificación |
| Individual femenino | 280      | 180       | 110         | 60               | 30       | 1        | 18           | 14                        | 10                        | 1                         |
| Dobles femenino     | 280      | 180       | 110         | 60               | -        | 1        | -            | -                         | -                         | -                         |

## Cabezas de serie

### Individuales masculino
| Tenista                 | Ranking | Preclasificado |
| Carlos Alcaraz          | 6       | 1              |
| Andrey Rublev           | 8       | 2              |
| Diego Schwartzman       | 14      | 3              |
| Pablo Carreño           | 18      | 4              |
| Botic van de Zandschulp | 24      | 5              |
| Nikoloz Basilashvili    | 25      | 6              |
| Karen Khachanov         | 27      | 7              |
| Holger Rune             | 28      | 8              |

- Ranking del 11 de julio de 2022.[2]

### Dobles masculino
| Tenista                            | Ranking | Preclasificado |
| Marcel Granollers Horacio Zeballos | 7       | 1              |
| Wesley Koolhof Neal Skupski        | 11      | 2              |
| Tim Puetz Michael Venus            | 21      | 3              |
| Rohan Bopanna Matwé Middelkoop     | 45      | 4              |

### Individuales femenino
| Tenista               | Ranking | Preclasificado |
| Anett Kontaveit       | 2       | 1              |
| Daria Kasatkina       | 12      | 2              |
| Barbora Krejčíková    | 17      | 3              |
| Aliaksandra Sasnovich | 36      | 4              |
| Tamara Zidanšek       | 55      | 5              |
| Varvara Gracheva      | 60      | 6              |
| Maryna Zanevska       | 62      | 7              |
| Andrea Petkovic       | 70      | 8              |
| Elena-Gabriela Ruse   | 72      | 9              |

- Ranking del 11 de julio de 2022.

### Dobles femenino
| Tenista                           | Ranking | Preclasificado |
| Irina Bara Monica Niculescu       | 98      | 1              |
| Aleksandra Krunić Katarzyna Piter | 120     | 2              |
| Miyu Kato Aldila Sutjiadi         | 150     | 3              |
| Han Xinyun Alexandra Panova       | 155     | 4              |

## Campeones

### Individual masculino
Lorenzo Musetti venció a  Carlos Alcaraz por 6-4, 6-7(6-8), 6-4

### Individual femenino
Bernarda Pera venció a  Anett Kontaveit por 6-2, 6-4

### Dobles masculino
Lloyd Glasspool /  Harri Heliövaara vencieron a  Rohan Bopanna /  Matwé Middelkoop por 6-2, 6-4

### Dobles femenino
Sophie Chang /  Angela Kulikov vencieron a  Miyu Kato /  Aldila Sutjiadi por 6-3, 4-6, [10-6]